# Řehořovská pahorkatina
Řehořovská pahorkatina je geomorfologický okrsek tvořící součást Brtnické vrchoviny. Pahorkatina má protažený tvar ve směru sever jih. Západní část tvoří ruly a žuly, severní a východní části pak výběžek třebíčského plutonu (žuly až syenodiority). Nad plochým povrchem se zvedají suky s konkávními svahy. V jižní části se nacházejí nesouměrná údolí přítoků řeky Jihlavy. Nejvyšší bod je Řehořovský vrch (645 m n. m.), který se nachází 0,6 km od obce Řehořov. Jeho povrch tvoří biotitické migmatické pararuly. Povrch pokrývá mozaika polí, luk a smrkových lesů.